# Schizobopyrina lobata
Schizobopyrina lobata là một loài chân đều trong họ Bopyridae. Loài này được Bourdon & Bruce miêu tả khoa học năm 1983.